# باول روس
باول روس (بالإنجليزية: Paul Ross)‏ هو صحفي وناقد سينمائي بريطاني، ولد في 31 ديسمبر 1956 في رومفورد في المملكة المتحدة.

## وصلات خارجية
- باول روس على موقع IMDb (الإنجليزية)